# CNN-News18
Pour les articles homonymes, voir CNN (homonymie).
CNN-News18 (anciennement CNN - Indian Broadcasting Network (CNN-IBN) est une chaîne de télévision d'information en continu de langue anglaise basée à Noida, Gautam Buddh Nagar Uttar Pradesh. Elle est détenue conjointement par TV18 Broadcast Limited (Network18) et Turner International Inde (Time Warner Inc.) 
Ce média, comme plusieurs autres médias indiens de langue anglaise, est connu pour l'utilisation d'un type d'anglais indien influencé par l'hindi,. 
En mai 2014, Reliance Industries a annoncé qu'il allait prendre la relève de Network18. Une partie de la rédaction a réagi  en craignant que cette prise de contrôle se traduise par des interactions possibles du nouveau propriétaire dans le contenu éditorial.